# Cashandra Slingerland
Cashandra Sligerland, née le 8 décembre 1974 à Rustenburg, est une coureuse cycliste sud-africaine.

## Palmarès
- 2008
  -  Championne d'Afrique sur route
  -  Championne d'Afrique du contre-la-montre
- 2009
  -  Championne d'Afrique du contre-la-montre